# Dálniční most Beška
Dálniční most Beška se nachází na dálnici A1 v Srbsku a překonává Dunaj. Tento betonový, 2 205 m dlouhý most je součástí hlavního dopravního tahu, spojujícího hlavní město Bělehrad s regionální metropolí Novým Sadem a Maďarskem. Konce tohoto mostu se nenacházejí ve stejné úrovni; zatímco severní se nachází na relativně nízko položeném břehu lemovaného lužními lesy, jižní strana je na relativně vysoko položeném návrší. Most tak překonává výškový rozdíl 68 metrů. Stavbu lze rozdělit na tři části; hlavní most přes Dunaj (540 metrů), jižní předmostí (180 m) a severní předmostí (1480 m). Severní část je dlouhá z toho důvodu, že jednak překonává záplavovou oblast Dunaje, jednak zajišťuje vyrovnání nemalého výškového rozdílu.

## Historický vývoj

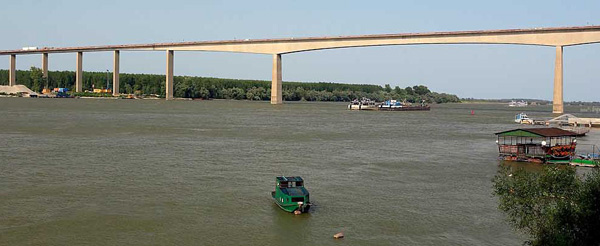
Pohled před vybudováním druhého, východního mostu

Vzhledem k tomu, že se jedná o most dálniční, tvoří jej dvě zcela identické stavby. První byl vybudován most západní, a to již v roce 1975. Stejně jako řada jiných strategických objektů byl poškozen během bombardování Jugoslávie, a to hned dvakrát; 1. a 25. dubna. Již v červnu však byl provizorně opraven a doprava byla obnovena. Později se začalo s jeho rekonstrukcí, která však probíhala za plného provozu, neboť most nebylo vzhledem k dopravnímu významu možné zcela uzavřít.
V roce 2008 se začal budovat i východní most, jehož výstavba byla dokončena o tři roky později. Na stavbě se podílela celá řada firem z různých zemí, v čele s rakouskou společností Alpine Bau. Výstavba dalšího betonového mostu byla komplikována především blízkostí toho druhého, neboť panovaly obavy, aby nedošlo stavebními pracemi k nějakému poškození frekventované sousední stavby. 3. října 2011 pak byl slavnostně druhý most otevřen pro dopravu. Nedlouho po otevření se vyskytly pochyby o nerovnosti mostovky, které však správa silnic vysvětlila jako dočasné. Očekává se drobný pokles během následujících měsíců, související s tím, jak se bude most intenzivně využívat.